# Beautés de Hampton Court

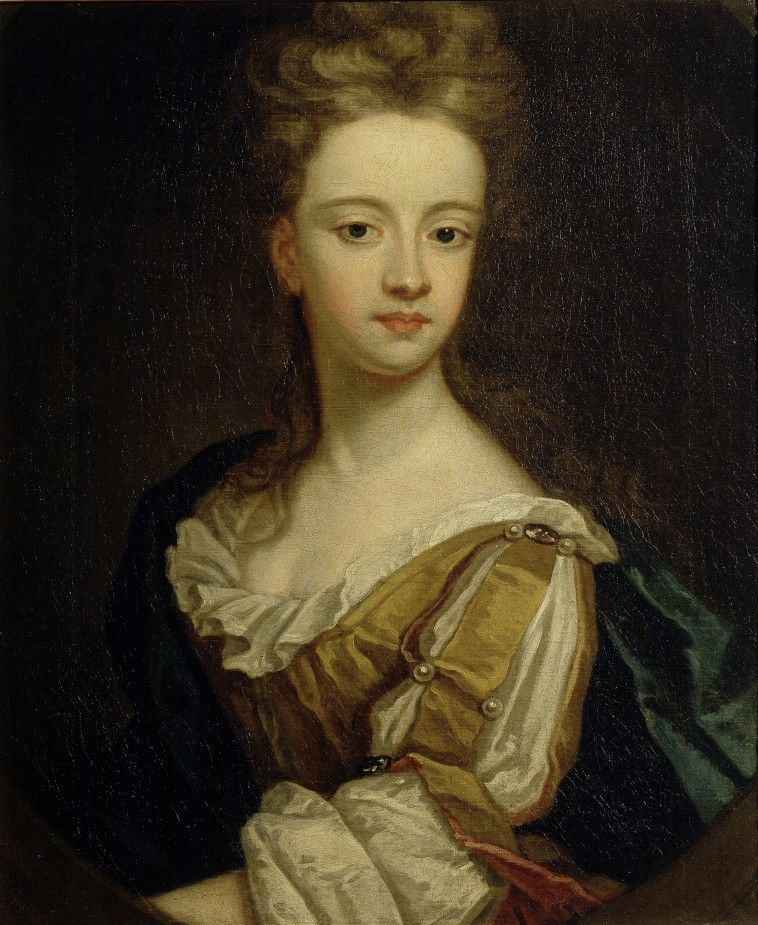
Lady Mary Bentinck, vers 1700, par Sir Godfrey Kneller

Les Beautés de Hampton Court (Hampton Court Beauties) sont une série de portraits féminins de  Sir Godfrey Kneller, commandés par la reine Mary II, représentant les dames les plus en vue de la cour de Guillaume III. Elles ornent les appartements officiels du roi Guillaume III au château de Hampton Court. Ce dernier abrite également les « Beautés de Windsor » (Windsor Beauties) de Sir Peter Lely, qui sont les plus belles dames de la cour du roi Charles II, une génération auparavant. Les Beautés de Hampton Court sont d'une facture plus simple et moins érotique, ce qui reflète le changement dans l'opinion envers les femmes vers la deuxième moitié du XVIIe siècle.
Les Beautés de Hampton Court sont :
- Isabella Bennet, duchesse de Grafton (1667-1713)
- Margaret Cecil, comtesse de Ranelagh (1672-1728)
- Carey Fraser, comtesse de Peterborough (c.1658-1709)
- Frances Whitmore, Lady Middleton (1666-1694)
- Mary Scrope, devenue Mrs Pitt (née en 1676)
- Diana de Vere, duchesse de St Albans (1679-1742)
- Lady Mary Bentinck, comtesse d'Essex (décédée en 1726)
- Mary Compton, comtesse du Dorset (1669-1691)